# 小さな寝顔
「小さな寝顔」は、1974年5月25日にビクターレコードより発売された橋幸夫の125枚目のシングルである（SV-2414）。

## 概要
- 橋夫妻による初の楽曲である。作詞は夫人の橋凡子（「愛なみ」のペンネーム）、作曲は本人（「風間史郎」のペンネーム）であった。ペンネームの風間史郎は、橋が主演したデビュー10周年記念映画『東京⇔パリ 青春の条件』の主人公名で、「これが気に入り使用した」と述べている[1]。
- それまでの歌謡界は楽曲の制作と歌唱は厳然と分かれており、歌手が楽曲制作することは考えられなかったが、1970年頃から、かつてのGSに代わり、フォークがブームになって、シンガー・ソングライターは登場すると、橋も自分で曲を作ってみたくなったとしている[1]。
- ちょうど長女が誕生し、夫人がそのうれしさを詩にしたため、これに曲をつけたとしている[1]。
- 当時の環境では、タレントが曲をつくることはタブーだったため、「結婚のお祝い」を名目にしてレコード化した[1]。
- c/wの「子供たちよ」も同様に橋夫妻による楽曲である。
- この年11月にリリースした「噂の金四郎（c/w さかずき小唄）」も風間史郎名義で橋の作曲となっている。夫妻はその後、全篇作詞作曲のオリジナルアルバム「ふたり 」[1976/9/25発売]を制作している[2]。

## 収録曲
1. 小さな寝顔
作詞：愛なみ、作曲：風間史郎、編曲：馬飼野俊一
2. 子供たちよ
作詞：愛なみ、作曲：風間史郎、編曲：馬飼野俊一

## 収録アルバム
- LPベスト盤での収録のみで、CDのベスト盤やCD-BOXには収録されていない。LIVE音源（アメリカ公演）の復刻がでている。
  - 「橋幸夫 アメリカで唄う」 [1974/10/5発売]1974年7月13日ロサンゼルス、シュライン・オーディトリアムでライブ録音
  - CDでの復刻版「橋幸夫アメリカで唄う」2007/1（VICL-62230）がでている。